# Utan
Utan (arab. أوتان) – wieś w Syrii, w muhafazie Hims. W 2004 roku liczyła 583 mieszkańców.